# Edd China
Edward John China dit Edd China, né le 9 mai 1971 à Londres, est un mécanicien automobile, inventeur et animateur de télévision britannique. Il est connu principalement en tant que présentateur de l'émission Wheeler Dealers sur Discovery Channel, mais il a aussi fait des apparitions dans les émissions Top Gear, Scrapheap Challenge et Fifth Gear.
China est le directeur général de deux sociétés : Grease Junkie (un site Internet vendant principalement des produits dérivés de Wheeler Dealers) et Cummfy Banana Ltd qui assure la gestion commerciale de ses créations automobiles et ses tentatives de records du monde. Edd China détient les records de vitesse (inscrits au Livre Guinness des records) pour l'abri de jardin, les toilettes, le lit, le véhicule de laitier et le chariot de courses les plus rapides.

## Biographie
Edd China s'intéresse aux voitures et à la mécanique dès son plus jeune âge. Il étudie au King Edward's School, à Witley dans le Surrey, et obtient le diplôme d'ingénieur spécialisé dans le design de produits de l'université de South Bank de Londres. C'est pendant ses études universitaires que China a développé sa première invention, le Casual Lofa, un canapé motorisé, pour participer à la collecte de fonds pour un projet de l'ONG Raleigh International au Belize.

## Carrière

### Télévision
Edd China est principalement connu en tant que co-animateur avec Mike Brewer de l'émission Wheeler Dealers de 2003 à 2017.

### Invité vedette
- 1994 – La création du Casual Lofa a eu pour résultat un premier job à la télévision, en tant que technicien d'effets spéciaux de la série Father Ted.
- 1998 – Apparition dans Top Gear Live au "Live Arena" de Silverstone, au volant du Casual Sofa[réf. nécessaire]. China et son Casual Lofa apparaissent aussi dans le DVD publié par Jeremy Clarkson, The Most Outrageous Jeremy Clarkson Video In The World... Ever! ("La vidéo de Jeremy Clarkson la plus outrageuse au monde!"). Le canapé motorisé était conduit sur le Circuit de Thruxton à la manière de la série télévisée Les Fous du volant. China apparut aussi trois fois dans l'émission de divertissement The Big Breakfast, conduisant ses créations : Casual Lofa, Bog Standard et Street Sleeper.
- 2000 – Participation à l'émission Scrapheap Challenge (diffusée en France sous les noms Les Guerriers de la récup sur Discovery et Mécano Challenge sur Planète No Limit) dans un épisode consacré aux lits et aux canapés motorisés. La même année, il fut l'invité de l'épisode de l'émission This Is Your Life consacré à Suggs, le chanteur de Madness. China fit une balade sur le Casual Sofa avec le présentateur Michael Aspel avant d'arriver au studio de l'émission.
- 2001 – Interview par l'émission Pulling Power sur la chaîne ITV à propos de ses créations.
- 2002 – Designer attitré de la série télévisée Panic Mechanic sur la BBC. Invité de l'émission de Top Gear intitulée "James Bond Car on a Budget" ("Une Voiture James Bond à prix raisonnable"), où il a présenté une Rover 800 (achetée 200 livres sterling) qu'il a modifiée avec des gadgets bon marché, comme un siège éjectable, pour tout juste 100 livres sterling[2].
- 2005 – Invité vedette du programme Ready Steady Cook sur la BBC consacré à Children in Need.
- 2006 – Interview sur le programme This Morning d'ITV à propos des véhicules Cummfy Banana.
- 2007 – Les tentatives de records pour le Livre Guinness des records ont valu à Edd China plusieurs invitations à des émissions de télévision comme Fifth Gear, Pulling Power et This Morning où ses créations sont présentées.
- 2008/2009 – Invité de The Culture Show. Il a aussi co-présenté sur Discovery Channel avec la pilote de rallyes Penny Mallory (en), le copilote de rallyes Tony Mason (en) et le comédien et présentateur de télévision Alex Riley (comédien) (en) la mini-série de télévision Classic Car Club consacrée à l'histoire et la culture des véhicules classiques.

Le 21 mars 2017, Edd China annonça sur sa chaîne YouTube qu'il quittait Occasions à saisir, en raison d'un désaccord avec la nouvelle direction que prenait l'émission.

### Autre
Edd China a possédé un garage automobile et centre de contrôle technique des véhicules automobiles à Bracknell (Berkshire) appelé Grease Junkie, qu'il a été obligé de fermer volontairement en août 2016 à cause de son absence prolongée aux États-Unis pour le tournage de l'émission Wheeler Dealers. Le garage a rouvert en avril 2017 sous la marque « Motest », une chaîne de centres de contrôle technique.
Après le succès de ses créations en tant que technicien d'effets spéciaux pour la série télévisée Father Ted, Edd China a fondé la société Cummfy Banana Limited pour la gestion commerciale de ses créations et de ses tentatives de records.

#### Records inscrits au Livre Guinness
| Date            | Description                                                         | Record                               | Statut                                     |
| --------------- | ------------------------------------------------------------------- | ------------------------------------ | ------------------------------------------ |
| Octobre 1998    | Meuble le plus rapide                                               | 140 km/h                             | Battu par China lui-même (11 mai 2007)     |
| 9 novembre 2005 | Plus grand chariot de courses motorisé : "Trolleyshoppus Rex"       | L × l × h : 2,99 m × 1,80 m × 3,47 m | Record                                     |
| 9 novembre 2006 | Bureau le plus rapide : "Hot Desk"                                  | 140 km/h                             | Record                                     |
| 11 mai 2007     | Meuble le plus rapide                                               | 148 km/h                             | Battu par Perry Watkins (5 septembre 2010) |
| 7 novembre 2008 | Lit mobile le plus rapide : "‘Street Sleeper"                       | 111 km/h                             | Record                                     |
| 10 mars 2011    | Toilette la plus rapide : "Bog Standard"                            | 68 km/h                              | Record                                     |
| 11 avril 2011   | Abri de jardin le plus rapide : "Gone to Speed"                     | 94 km/h                              | Record                                     |
| 17 mars 2020    | Camion de glacier électrique le plus rapide : "Edd's Electric Ices" | 118,964 km/h                         | Record                                     |

En 2012, Edd China et Tom Onslow-Cole - un pilote du championnat britannique des voitures de tourisme (BTCC) - ont pris part à un challenge sponsorisé par eBay, en convertissant un véhicule de laitier en dragster. Le véhicule a battu le record du monde du véhicule de laitier le plus rapide.